# Plonk et Replonk
Plonk & Replonk est un collectif d'éditeurs de La Chaux-de-Fonds, spécialisé dans les photomontages et les détournements de cartes postales Belle Époque.

## Historique
Jacques Froidevaux, Hubert Froidevaux et Miguel-Angel Morales composent le collectif Plonk & Replonk, qui a vu le jour en 1995 dans les montagnes du Jura suisse. L’un est Plonk, qui plante le clou. L’autre est Replonk, qui l’enfonce. Le troisième, parfois surnommé Esperluette (&), tend le prochain clou au premier. Mais souvent, ils inversent les rôles.
Nés en 1963 et 1966 au Noirmont, petit village du canton du Jura, les deux frères et leur complice (né à Barcelone en 1963) se sont distingués dès 1997 par des détournements savoureux de cartes postales Belle Époque qui ont fait leur succès. Travaillant à La Chaux-de-Fonds, Plonk & Replonk puisent dans leur important fonds d’archives 1900 et conçoivent des photomontages en y intégrant des photographies personnelles, en les colorisant ou en y ajoutant une kitschissime « swiss retouch » de nonsense (une touche d’absurdité à la Suisse), notamment dans la légende.
Dignes héritiers des Monty Python, Gary Larson ou Pierre Desproges, ils jouent avec les poncifs, taquinent la société et s’amusent de tout avec une fantaisie irrésistible.

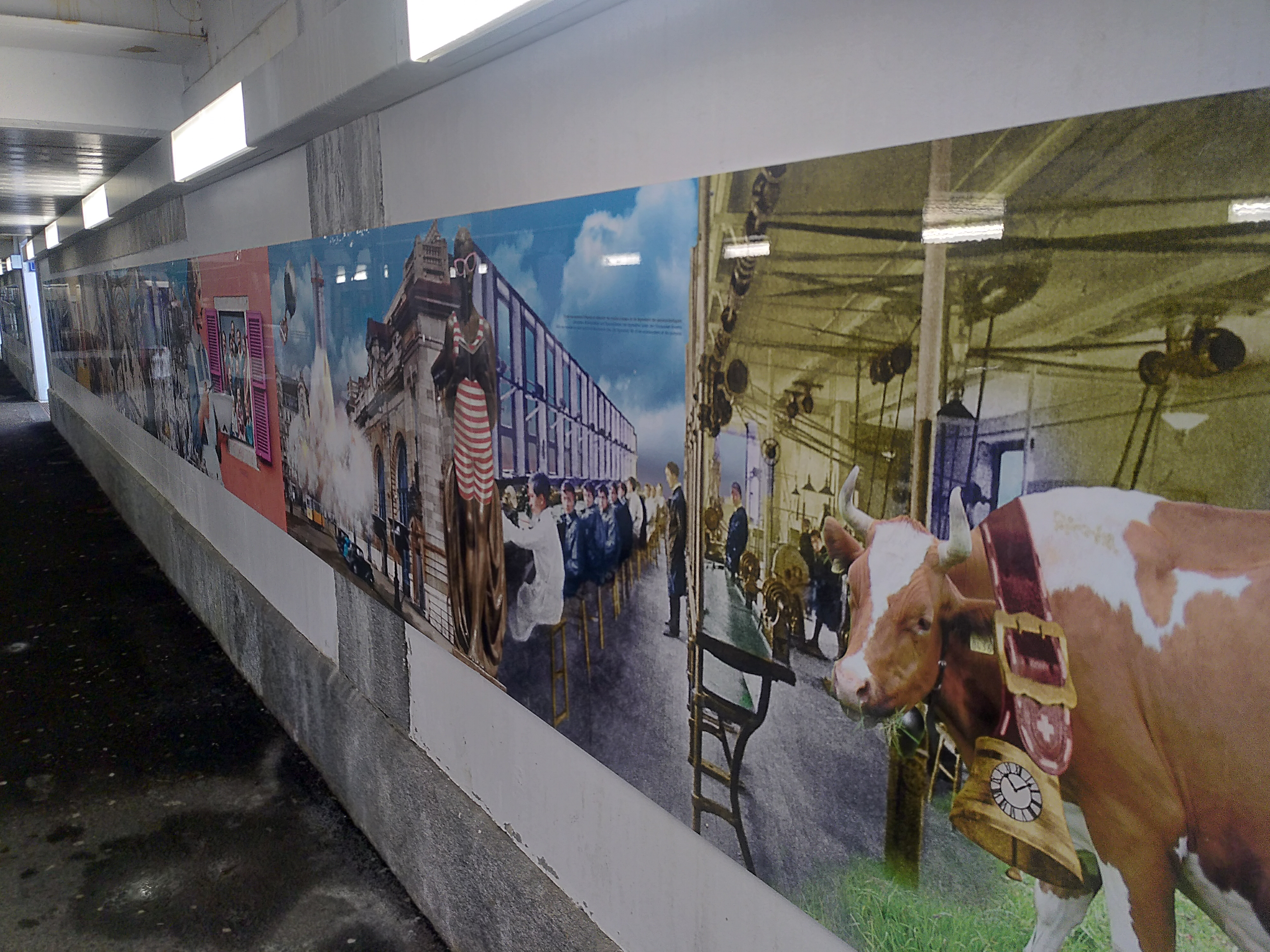
Photomontages absurdes de Plonk & Replonk dans gare de La Chaux-de-Fonds

Plonk & Replonk édite environ 150 cartes postales humoristiques par an, dont certaines publiées dans le quotidien Le Temps ou le mensuel Fluide glacial, mais aussi des livres, des calendriers, des autocollants, etc.
Malgré le succès remporté par leurs productions, le collectif est en butte à des difficultés financières et lance au printemps 2016 une campagne de « plonkfunding » afin de réunir 50 000 euros,. Les dons affluent et en seulement 10 jours la somme visée est atteinte.
Le collectif met en ligne en 2017 « Le beau gros livre de Plonk & Replonk », qui fait l’inventaire de leurs contributions, éditions et expositions depuis 1995.

## Expositions

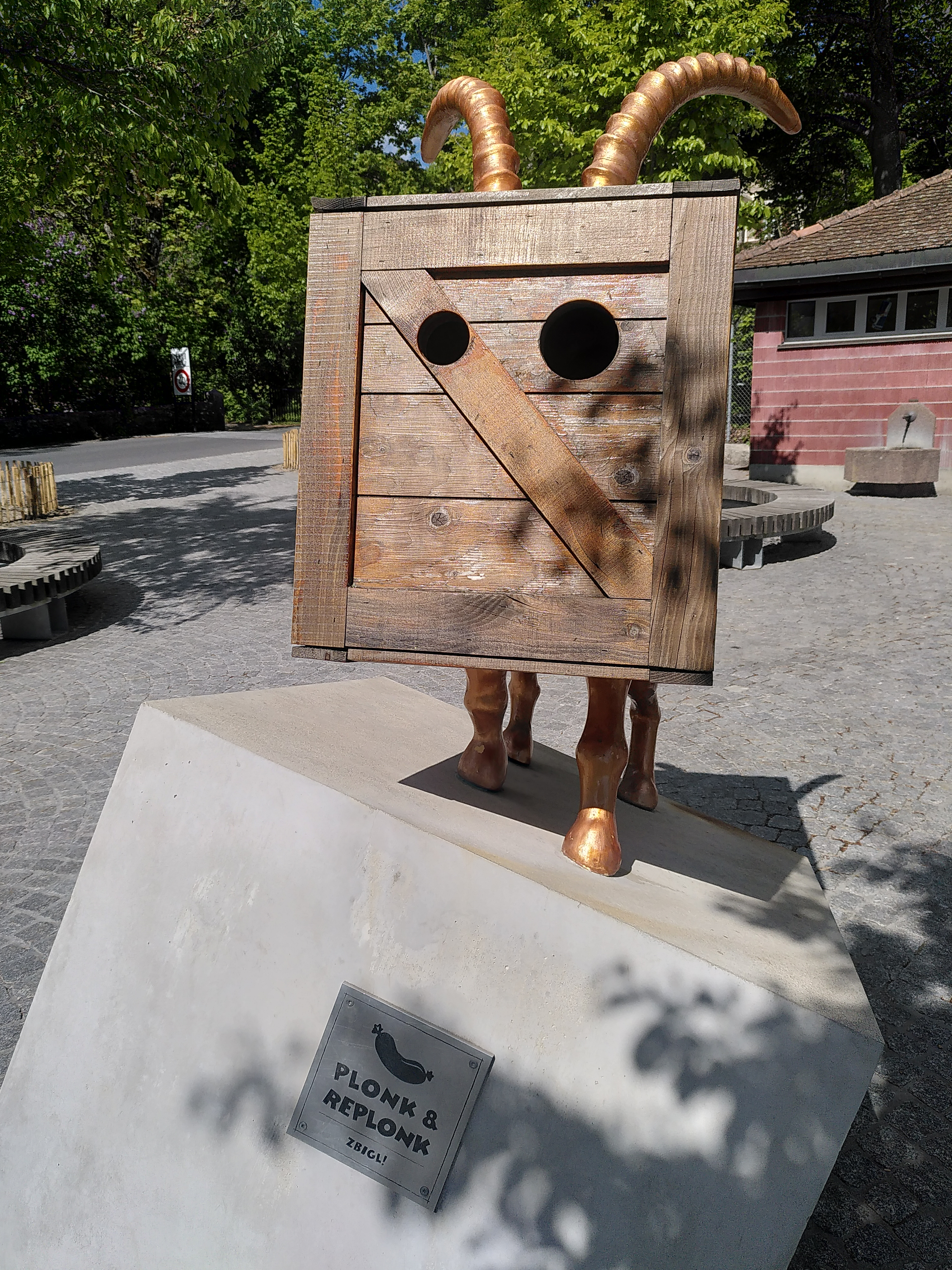
Dahu de Plonk & Replonk devant le Muzoo à La Chaux-de-Fonds depuis 2021

- « Façon-façon », jouets artisanaux africains en matériaux de récupération, Fondation L’Estrée, Ropraz, décembre 1998–janvier 1999
- « Rétrospective Plonk & Replonk », Clinique Le Noirmont, Le Noirmont, janvier 1999
- « Objets européens du dimanche », Centre d’Art de Neuchâtel, mai 2000
- Jardin original avec installations mécaniques, Festival de jardins extraordinaires de Cernier, juin–septembre 2000
- « 20 000 ans de photographie contemporaine », Journées photographiques de Bienne, Nouveau Musée de Bienne, septembre 2000
- « De natura rerum », exposition collective, Galerie Baudoin Lebon, Paris, juin–juillet 2001
- « Mondes parallèles et perpendiculaires », Maison d’Ailleurs, musée de la science-fiction, Yverdon-les-Bains, 2002 ; reprise au festival international « Utopiales » à Nantes
- « Le Phare Ouest », Comptoir suisse de Lausanne, stand des communes de Chavannes-près-Renens et de Prilly, septembre 2002
- « L’Eau-de-fonds en 3003 », Musée d’Histoire de La Chaux-de-Fonds, 2003
- « La science, terreau du progrès », Les semaines robotiques d’Yverdon-les-Bains, 2005(?)
- « Pommes de terre et fer forgé », Musée Félicien Rops, Namur, 2006
- « Les plus beaux dimanches après-midi du monde », Galerie Humus, Lausanne, 2006-2007 ; reprise à l’Hôtel Esterno, Dijon
- « Jardin secret et fruits défendus », Musée des beaux-arts de Moutier, dans le cadre de l’année Art Nouveau, 2007
- « La Face cachée du Léman », Musée du Léman, Nyon, 2008-2009
- « Les 1000 & 1 lundis », Le Tabl’art Galerie, Le Locle, 2009 (?)
- « Plonk & Replonk débarquent à Arbois », 2010
- « Le  cimetière  squelette », installation, Art en plein air, Môtiers, 2011
- 2011 : Galerie 100 titres à Bruxelles ; Lans-en-Vercors ; Librairie du Centre culturel suisse, Paris
- « Plonk & Replonk et Cie », Virieu, 2011-2012
- « Le cimetière squelette », installation, Musée de l'Élysée, Lausanne, 2011-2012
- « Bons baisers du Forum », collectif, Forum des Arts et de la Culture, Talence, 2012
- « La mardialisation du monde », Institut français de Hanoï, 2012 ; 10 villes au Vietnam et en Chine
- Objets, interventions, infiltration des collections, L'Adresse Musée de La Poste, Paris, 2012
- « Hip ! Hop ! Hô ! Police ! », Musée de la police, Château de Colombier, 2012
- « La droguerie de Marine », Saint-Malo, 2012
- « Hommage au saturnisme – du plomb dans l’aile », Colophon, Grignan, 2012
- « Helvètes underground », gare d’Anjou et médiathèque de Saint-Sébastien-sur-Loire, 2013
- « Lapsus  Mordicus », Salon du Livre de Genève, 2013
- « Plonk & Replonk se posent au Baron Rouge », Baron Rouge, Paris, 2014
- « Humour à la carte », Bibliothèque des Champs Libres, Rennes, 2014
- « Le monde selon Plonk & Replonk », Cartoonmuseum, Bâle, 2014-2015
- « Plonk & Replonk à Oyonnax », Centre Culturel Aragon, 2014-2015
- « Le truquage était un « faux » ! », Maison du dessin de presse, Morges, 2014-2015
- « Monuments durables & métiers éphémères », Galerie Lillebonne, Nancy, 2015

- « Au petit bonheur... », Musée d'art et d'histoire de Provence, 2015
- « Pong Ping Ban Bong », Institut français de Hanoï, 2015
- « Souriez ! », Manzi Art Space, Hanoï, 2015 ; aussi Espace Empreinte, Lausanne
- « Exagération », La Jetée, Marseille, 2015
- « 14-18 = 33 ou une autre vision de la guerre », médiathèque Pierresvives, Montpellier, 2015
- « Lapsus Mordicus », Médiathèque du Grand Narbonne, Narbonne, 2015
- Librairie L’Intranquille, Pontarlier, 2015
- Deux installations (dont « Le Grand Nain »), Art en plein air, Môtiers, 2015
- « Caricaturer Pasteur », Musée Sarret de Grozon, Arbois, 2015
- « Les échappées belles », Alençon, 2015
- Librairie L’Embarcadère, Saint-Nazaire, 2015
- « Bienne, moustaches et céramique », Musée de l’Absurde, Bienne, 2015
- « Les hauts et les bas de la médecine », hôpital de La Chaux-de-Fonds et hôpital Pourtalés de Neuchâtel, 2016
- « Ki Ké Koi ! », La Chaux-de-Fonds, 2016
- « Plonk & Replonk chez Colophon », Grignan, 2016
- « Carte blanche à Plonk & Replonk », centre culturel Le Bief, Ambert, 2016
- « 14-18=33 », Mandeville-sur-Rire, 2016
- « Aulps, départ ! Courses en sac et spiritualité », Abbaye de St-Jean d'Aulps, 2017
- « Lapsus Mordicus », Noisy-le-Grand, 2017
- Les Imaginales, Épinal, 2017
- « Les Helvètes Plonk & Replonk visitent l’ancien couvent », grands tirages, objets, installations sonores et vidéo, nains de sécurité, Les Dominicains de Haute-Alsace, Guebwiller, 2017
- « L'Univers à l'envers », Musée des Confluences, Lyon, 2019-2020[6]
- « Plonk & Replonk sucre la Saline royale », Saline royale d'Arc-et-Senans, Arc-et-Senans, 2021[7]
- « L’Explosion du rire », exposition itinérante, Antananarivo, 2023[8]
- « 1,2...4 Podium ! », Musée de la Chasse et de la Nature, Paris, 2024[9],[10]

## Exposition permanente
Le Musée de l'Hôtel-Dieu à Porrentruy consacre depuis fin 2017 un espace aux œuvres de Plonk & Replonk : le « Palais incongru des Raretés étonnantes », ou le « PIRE ». Ce « Musée Le Pire de Plonk & Replonk » reproduit un appartement de grand-mère aux objets détournés. À l’exposition permanente s’ajoutent des événements et des projets temporaires, comme « Urgence ? Patientez ! » (fin 2018-début 2019).

## Publications

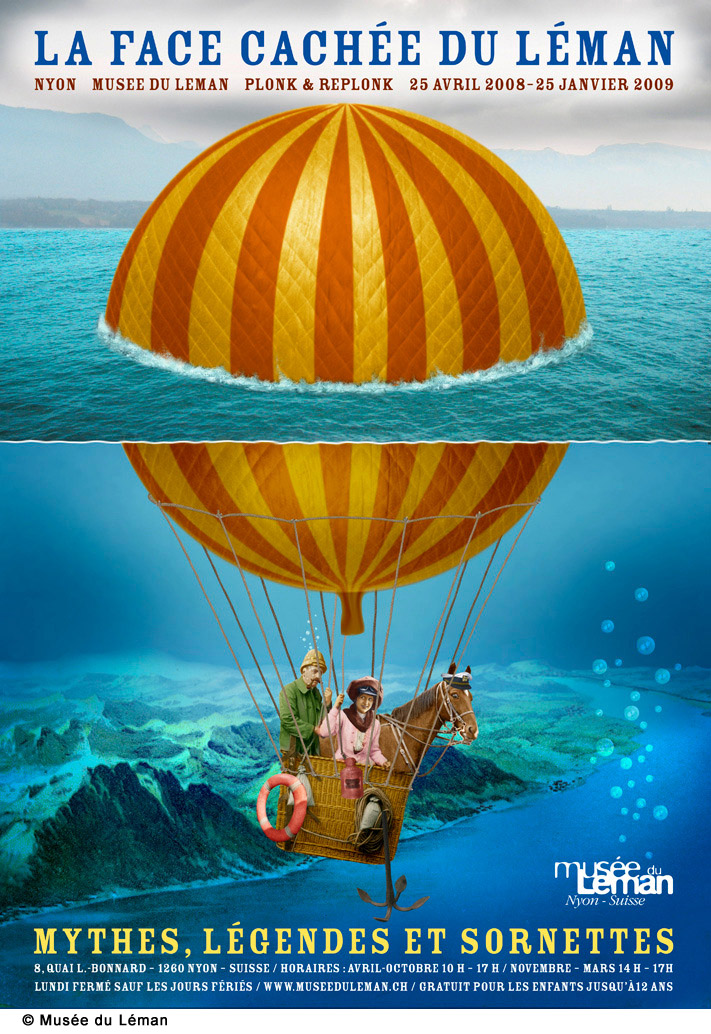
Affiche de Plonk et Replonk, exposition au musée du Léman, 2012.

- Le beau gros livre de Plonk & Replonk, La Chaux-de-Fonds, Plonk & Replonk Éditeurs, 2017, 46 p. (lire en ligne)Livre en ligne. Historique, liste des journaux ayant publié des images, éditions, expositions, mandats divers, livres.

- Les Belles Cartes Postales de Plonk & Replonk, Audie, coll. Fluide glacial, 2014
- Monuments durables et métiers éphémères : De France et du reste du monde, Hoëbeke, 2014
- De Zéro à Z : l'abécédaire de l'inutile, Hoëbeke, 2013
- Les mites n'aiment pas les légendes, avec Auguste Derrière, Hoëbeke, 2013
- Le Calendrier de Plonk & Replonk : 2014 tu es mon gros lapin
- Erratoum !, 2013
- De l'endive, de la coiffure et des mondes parallèles : Entretiens de Plan et Duplan avec Plonk & Replonk, Glénat, 2009
- Les 1000 et 1 Lundis, 2008
- La Face cachée du Léman, Mythes, Légendes et Sornettes, 2008
- Les Plus Beaux Dimanches Après-Midi du Monde, 2005